# Montserrat (hegy)
Montserrat egy hegy Spanyolországban, Katalóniában, Barcelona közelében.
Legmagasabb pontja a Szent Jeromos (Sant Jeroni), melynek a tengerszinttől számított magassága 1236 méter. Felületét rózsaszín konglomerátum, az üledékes kőzet egy fajtája fedi. A hegy a hegymászók körében igen népszerű.
Nevezetessége az a bencés apátság, amelyben a Montserrati Szűz szentélye található, a hegy ezért ismert zarándokhely. Az apátság közúton, fogaskerekű vasúttal vagy drótkötélpályán érhető el, a hegy csúcsára siklóval lehet feljutni. A csúcson mára elhagyott kunyhók állnak, ezek régebben a világtól elzárkózottan élő szerzetesek lakhelyei voltak. A kápolnához, melyet arra a barlangra építettek, melyben a legenda szerint megtalálták a Montserrati Madonna szobrát, szintén sikló visz. 

## Képek

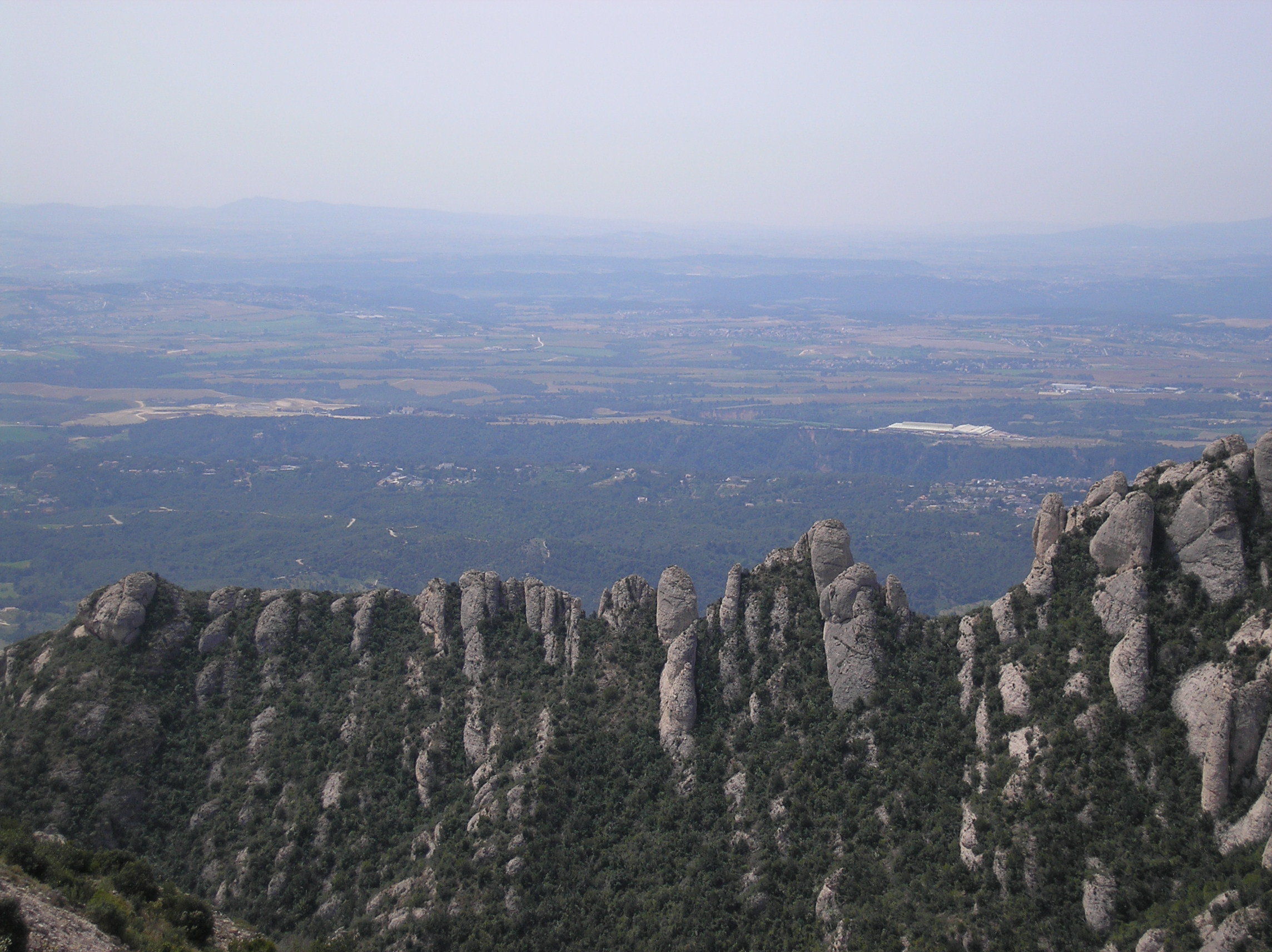
Montserrat
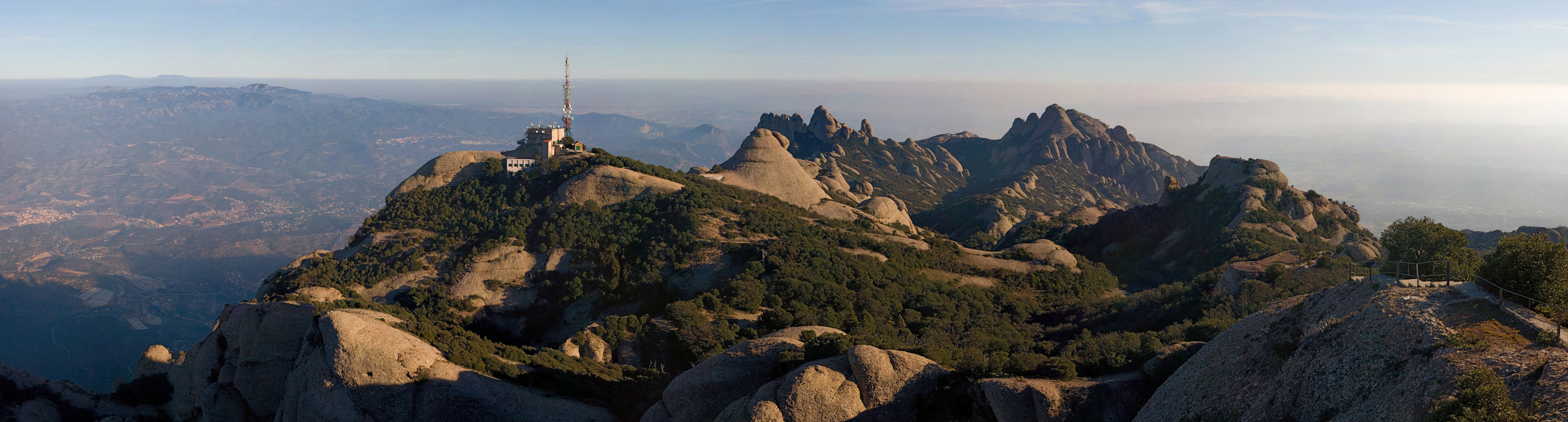
Panorámakép a St Jerome csúcsról
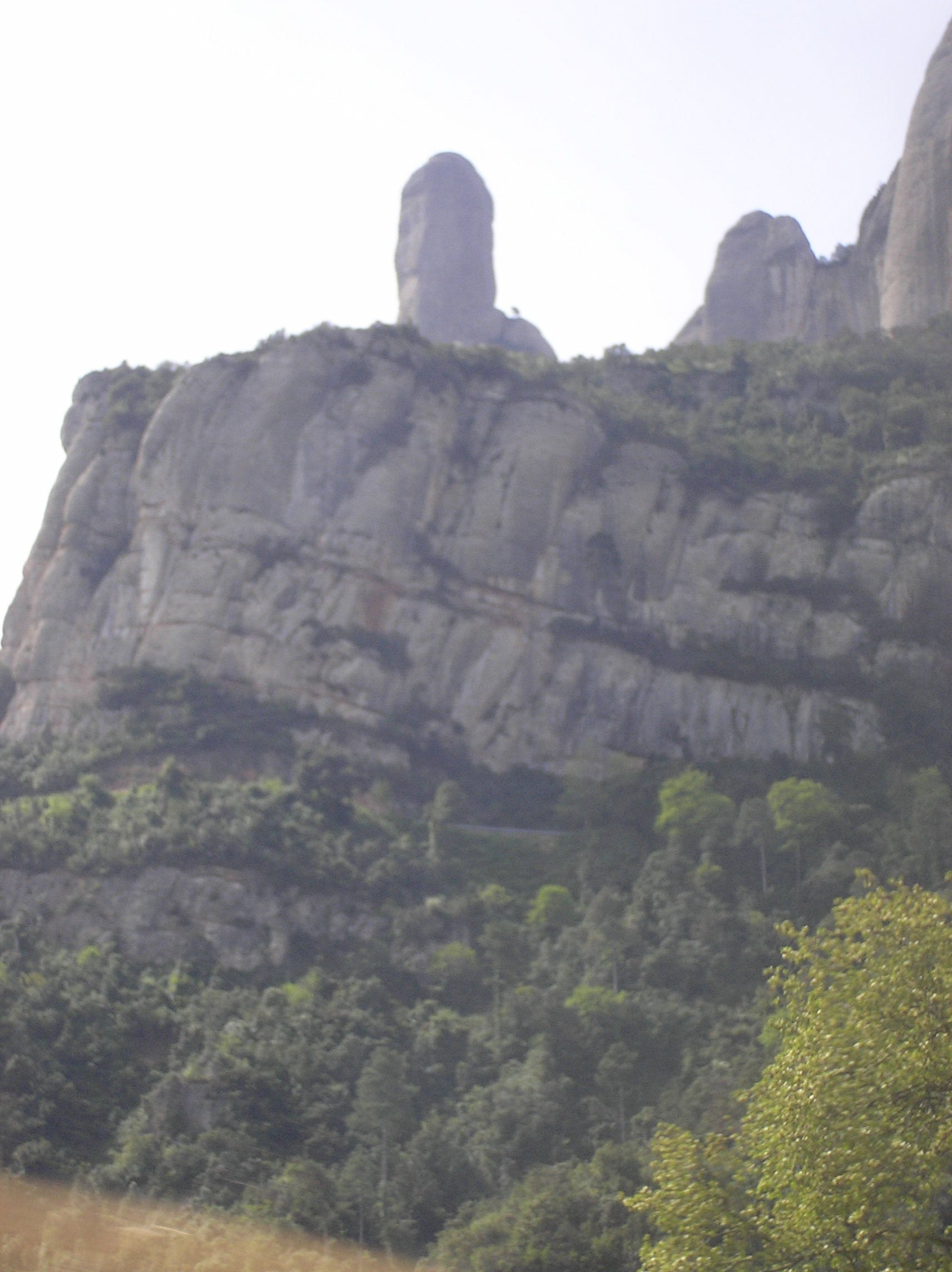
Isten ujja
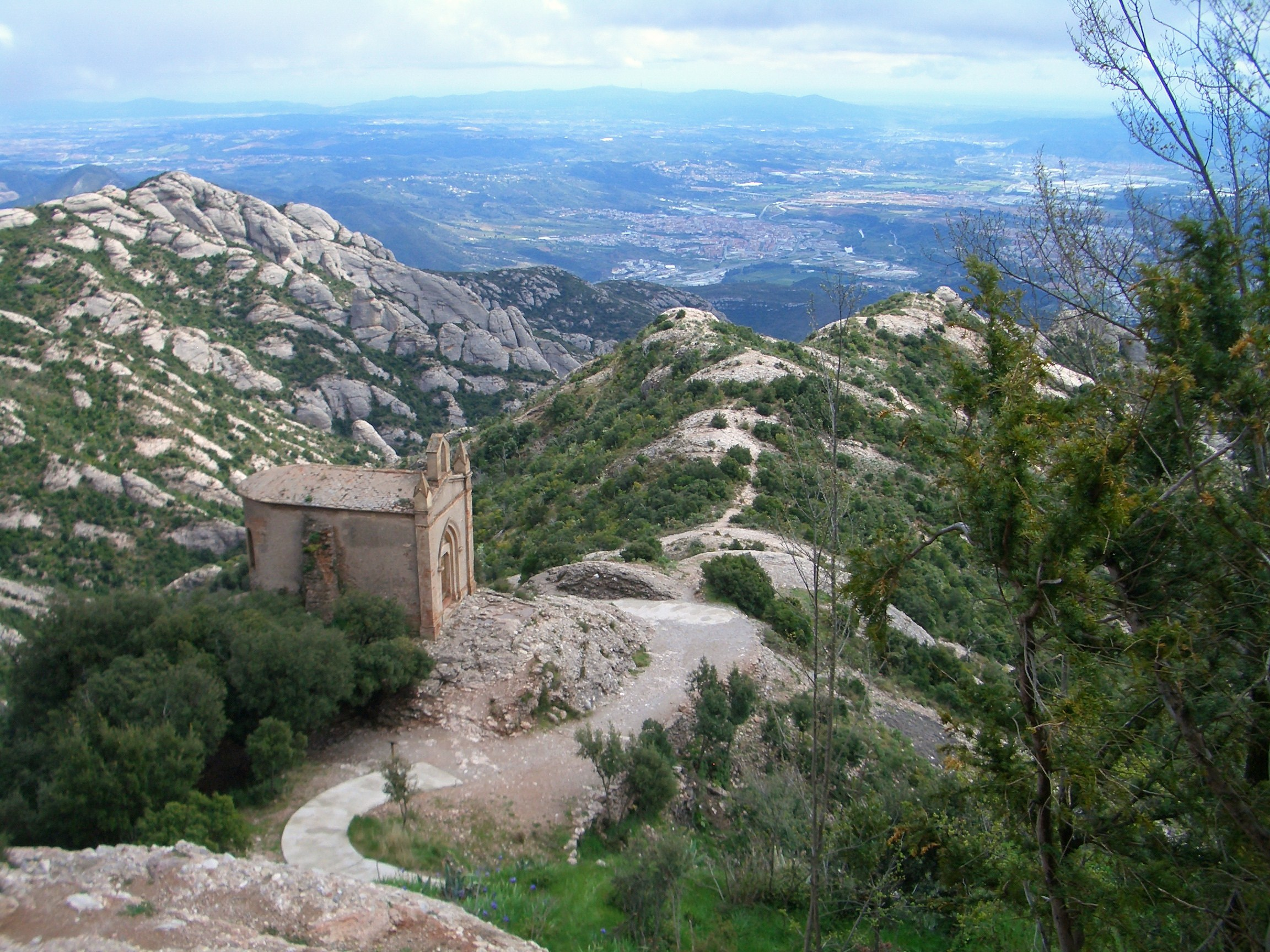
Kilátás Barcelona és a tenger felé a Szent János remeteség irányából
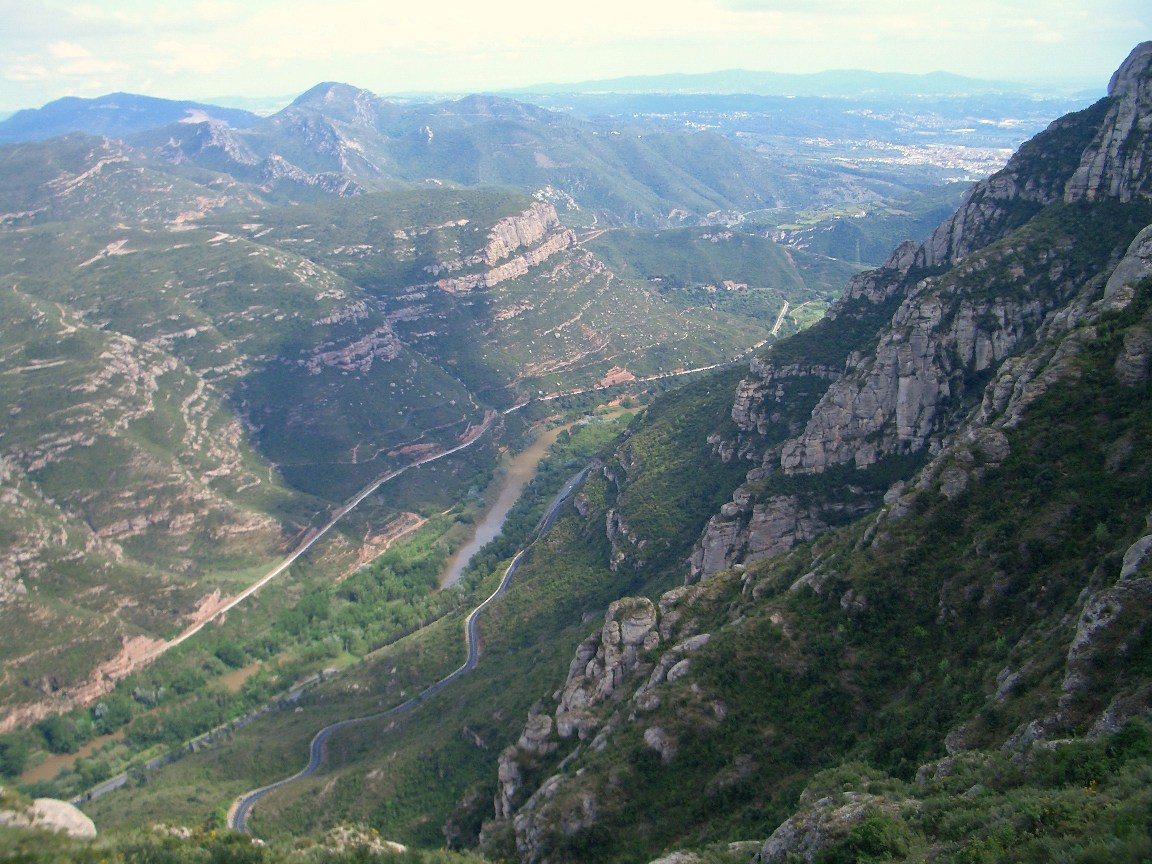
A Llobregat folyó völgye a Szent Barlang felől

## A „Montserrat” név egyéb használatai
- Montserrat, a Karib-tengeri sziget a hegyről kapta a nevét, mikor Kolumbusz Kristóf 1493-ban felfedezte.

- Montserrat vagy Maria de Montserrat gyakori katalán női név is. Gyakori rövidítése Montse. Április 27-e Montserrat napja.

- Montserrat előkerül a Lionheart számítógépes játékban is, ahol meg kell látogatni az apátságot, és a szent ereklyét meg kell védeni.